# Svartgöl (Rumskulla socken, Småland)
Svartgöl är en sjö i Vimmerby kommun i Småland och ingår i Motala ströms huvudavrinningsområde.